# RED (Ryosuke Yamadaのアルバム)
『RED』はRyosuke Yamada初のソロオリジナルアルバム。2025年4月16日にStorm Labelsからリリースされ、同日からダウンロード&ストリーミング配信もスタートした。

## 概要
Hey! Say! JUMPの山田涼介が12年ぶりにソロ活動を再開し、1人のアーティストとして培ってきたエンターテイメントやパフォーマンスを凝縮させ、「Ryosuke Yamada」名義で完成させた初のオリジナルソロアルバム。山田が「アイドル」としてではなく、「アーティスト」として見せたい自分を存分に詰め込んだ作品になっており、レコーディングディレクターもHey! Say! JUMPの時とは違う人物が担当している。1stデジタルシングル『SWITCH』および2ndデジタルシングル『snow moon』も収録され、初回限定盤1（CD+Blu-ray/DVD）・初回限定盤2（CD+Blu-ray/DVD）・通常盤（CDのみ）・ファミクラストア オンライン限定 Deep RED盤（CD+グッズ）の4形態で発売された。
タイトルは、自分を象徴する分かりやすい単語としてパッと浮かんだものであり、長年背負ってきたメンバーカラーが由来であるが、自分のふつふつと湧き上がる情熱的な気持ちも表しており、今までやってきたアイドルらしい部分と、ソロのアーティスト"Ryosuke Yamada"として見せたい自分を組み合わせても違和感のない作品にできるだろうと考えて決定した。楽曲は100曲以上聴き込んだうえで選曲し、歌い方もディレクションしたことで、曲調も歌声も異なる多彩な楽曲が詰め込まれた作品に仕上がった。
リード曲「RED」は、舞台上で場面を転換するように、SEを挟みながら華やかな曲調が展開していくダンスポップチューン。山田自身の持つ赤く熱い想いと、様々な状況に置かれているリスナーとをつなぐ強いメッセージが込められており、有岡大貴が辻村有記と伊藤賢とタッグを組み制作した。元々収録されることが決まっていたわけではなく、山田が知念侑李と有岡と酒を飲んでいた際、有岡が「山田に曲を書きたいんだよね」ともちかけたところから始まり、「いいけど、俺別にメンバーだから選ぶとか忖度はしないよ、本当に、かけてるからさ」と返したものの、その後メロディーと向き合い、正式にリード曲として採用が決定したという。アーティストとしてと今までの山田涼介としての良い部分が程よく混ざったところが評価され、「有岡が作った曲じゃなかったとしても、この曲をリード曲にしていたと思う」とのちに山田は述べている。MVは3月14日22:00にYouTubeでプレミア公開された。“赤く染まった王様のマント”がコンセプトで、隠していた自分の姿（Cloak）を脱ぎ捨て、殻を破ることで今までとは違う新しい自分を曝け出す姿が、VFXや映像的ギミックを交えて表現されている。振付はs**t kingzのkazukiが担当した。
本作を引っ提げた初のソロツアー「Ryosuke Yamada LIVE TOUR 2025 RED」を4月26日のエコパアリーナ（静岡）を皮切りに、6月22日まで6都市13公演で開催する。

## リリース
封入特典・仕様
- 初回限定盤1 - 三方背仕様、歌詞フォトブックレット24P封入、「Ryosuke Yamada Visual Card "RED" Collection Album Limited ver.」ビジュアルカードA封入
- 初回限定盤2 - 三方背仕様、歌詞フォトブックレット32P封入、「Ryosuke Yamada Visual Card "RED" Collection Album Limited ver.」ビジュアルカードB封入
- 通常盤 - 歌詞フォトブックレット20P封入、「Ryosuke Yamada Visual Card "RED" Collection Album Limited ver.」ビジュアルカードC封入（初回プレス分のみ）
- ファミクラストア オンライン限定Deep RED盤 - ワンピースBOX仕様、歌詞ブックレット16P封入、オリジナルグッズ（スペシャルミニ写真集32P、りょうすけのフレークシール5枚セット、メッセージフォトカード）

## 収録内容
クレジット出典

### CD
1曲目 - 12曲目までは全形態共通。
1. RED［3:28］
作詞：辻村有記 / 作曲・編曲：Daiki Arioka、辻村有記、伊藤賢
本作のリード曲[28]。
2. Please! Please! Please!［3:37］
作詞：YUUKI SANO、竹縄航太（tarareba） / 作曲：YUUKI SANO、竹縄航太（tarareba）、岩野亨（tarareba） / 編曲：竹縄航太（tarareba）、岩野亨（tarareba）
3. Bloomin'［4:00］
作詞・作曲：YUUKI SANO、Hayato Yamamoto / 編曲：Hayato Yamamoto
ピアノとウィンドチャイム、ストリングスが鳴り響く王道のアイドルラブソング[27]。
4. CARNIVAL［3:05］
作詞：KENTZ、Rua / 作曲：KENTZ、Phil Schwan、Andy Love / 編曲：KENTZ、Phil Schwan
5. 出ていってよ［3:55］
作詞：YUUKI SANO / 作曲：YUUKI SANO、Hayato Yamamoto / 編曲：Hayato Yamamoto
J-POPバラード[27]。
6. VELVET［3:53］
作詞：栗原暁（Jazzin'park） / 作曲：栗原暁（Jazzin'park）、Yoshi / 編曲：Yoshi
7. HUSTLER［3:26］
作詞：KENTZ、Rua / 作曲：KENTZ、Anne Judith Wik、Ronny Svendsen、Nermin Harambasic / 編曲：KENTZ
8. 花のように［3:40］
作詞：YUUKI SANO、竹縄航太（tarareba） / 作曲：YUUKI SANO、竹縄航太（tarareba）、岩野亨（tarareba） / 編曲：竹縄航太（tarareba）、岩野亨（tarareba）
  - 日本テレビ系日曜ドラマ『ダメマネ! -ダメなタレント、マネジメントします-』挿入歌[36]

R&B調のバラード[27]。
9. snow moon［3:54］
作詞：栗原暁（Jazzin'park） / 作曲：栗原暁 (Jazzin'park)、Yoshi / 編曲：Yoshi
2025年2月19日に配信リリースされた2ndデジタルシングル[37]。1stデジタルシングル『SWITCH』とは異なり、繊細で艶やかな歌声と緻密な表現力を活かした冬のミディアムバラードで[38]、思いを寄せる相手への一途な愛が描かれている[39]。多くの候補曲があった中で山田がサビのキャッチーさから「絶対この曲」と即決した1曲だが、タイトルは何パターンも考えた中から、MVが公開される2月12日がスノームーンの日とされていることから選ばれた[40]。
2月12日21:00に公開されたMVは、山田が恋人役の森絵梨佳と過ごす雪景色を舞台にしたドラマ仕立てのもので、16ミリフィルムカメラで撮影された過去パートと、デジタルカメラで撮影された現在パートが交差する構成になっている[41]。撮影はマイナス10度を下回る極寒の中行われ、その様子は雑誌『VOCE』が密着し、2025年4月号でメイキングがインタビューとともに公開された[39]。また、山田自身もInstagramにオフショットを掲載したところ、「雪の妖精さん」「冬一番似合う美男子」とファンから反響があった[42]。
1stデジタルシングルの時と同じく、対象の音楽配信サービスで同楽曲をダウンロードし、応募期間内に特設サイトから応募すると全員にオリジナル画像がプレゼントされるキャンペーンも行われた[43][44]。
初週10,055DLで、2025年3月3日付「オリコン週間デジタルシングル（単曲）ランキング」で初登場2位となった[13]。
10. No ID［3:03］
作詞・作曲・編曲：D&H（PURPLE NIGHT）、Yohei
11. INTO YOU［3:26］
作詞：Rose Blueming、Joshua Leung、久保田真悟（Jazzin'park） / 作曲・編曲：久保田真悟（Jazzin'park）
12. SWITCH［3:19］
作詞・作曲・編曲：D&H（PURPLE NIGHT）、久保田真悟（Jazzin'park）、栗原暁（Jazzin'park）
2024年12月24日に配信リリースされた1stデジタルシングル[45]。ソロでの音楽リリースは約12年ぶり[45]。楽曲プロデュースは日本R&B界を代表する今井了介が担当した[46]。エキゾチックなメロディやフレーズがクセになるダンスチューンで[45]、コーラスも含めた全ての歌声を山田自身が担当している[47]。振付はKANUが手掛けた[48]。
12月25日20:00にMVがYouTubeでプレミア公開され[47]、12月26日にダンスプラクティス動画も公開された[49]。なお、2025年1月3日にはTikTokで別バージョンのダンプラ動画も公開された[50]。
音楽配信サービスで楽曲をダウンロードし、応募期間内に特設サイトから応募すると全員にオリジナル画像（各種楽配信サービスごとにデザインは異なる）がプレゼントされるキャンペーンも行われた[45][51]。
初週1.3万DLで、2025年1月6日付「オリコン週間デジタルシングル（単曲）ランキング」で初登場1位を獲得した[9]。

#### 初回限定盤1ボーナストラック
1. ミステリー ヴァージン（Re-Recording）［4:27］
作詞：Vandrythem / 作曲：Erik Lidbom、Daichi / 編曲：Erik Lidbom

#### 初回限定盤2ボーナストラック
1. アジアの夜（Re-Recording）［5:01］
作詞・作曲・編曲：渡辺拓也

#### 通常盤ボーナストラック
1. SUPER GROOVE［3:30］
作詞：JUN（Blue Vintage） / 作曲：Chris Wahle、Jimmy Claeson、MiNE / 編曲：Chris Wahle

### Blu-ray/DVD

#### 初回限定盤1
- 「RED」Music Video
- 「Bloomin'」Music Video + Making
- 「SWITCH」Music Video
- 「snow moon」Music Video

#### 初回限定盤2
- 「Ryosuke Yamada -RED- SOLO WORKS DOCUMENTARY」

## チャート成績
オリコンでは初週売上11.5万枚で2025年4月28日付「週間アルバムランキング」で初登場1位を獲得し、ソロアーティスト今年度最高の初週売上となった。また、同日付の「週間合算アルバムランキング」でも週間11万7864PTを記録し、同じく1位を獲得した。